# Mô mạch

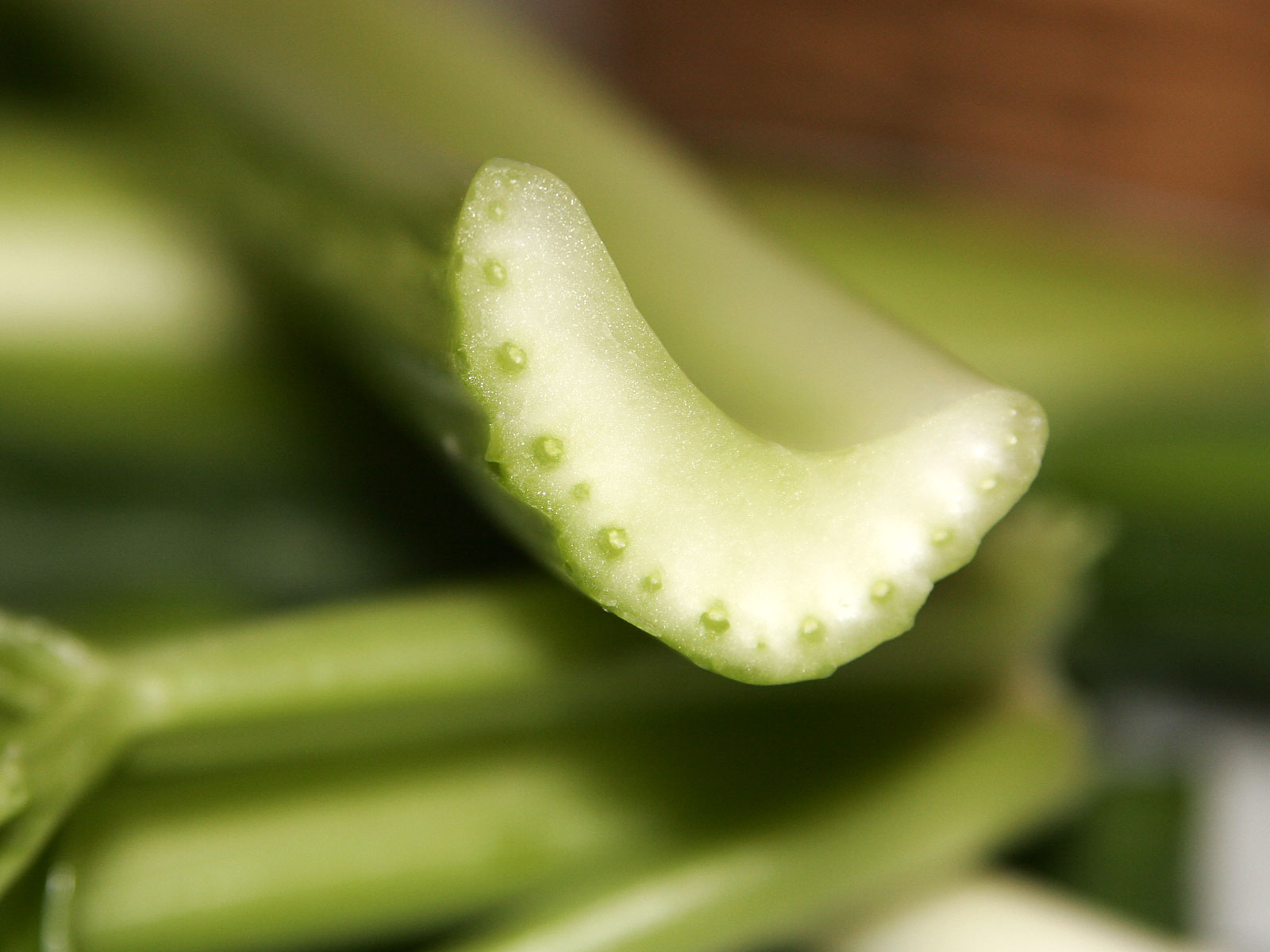
Mặt cắt ngang thân cây cần tây, cho thấy các bó mạch, bao gồm cả xylem và phloem.

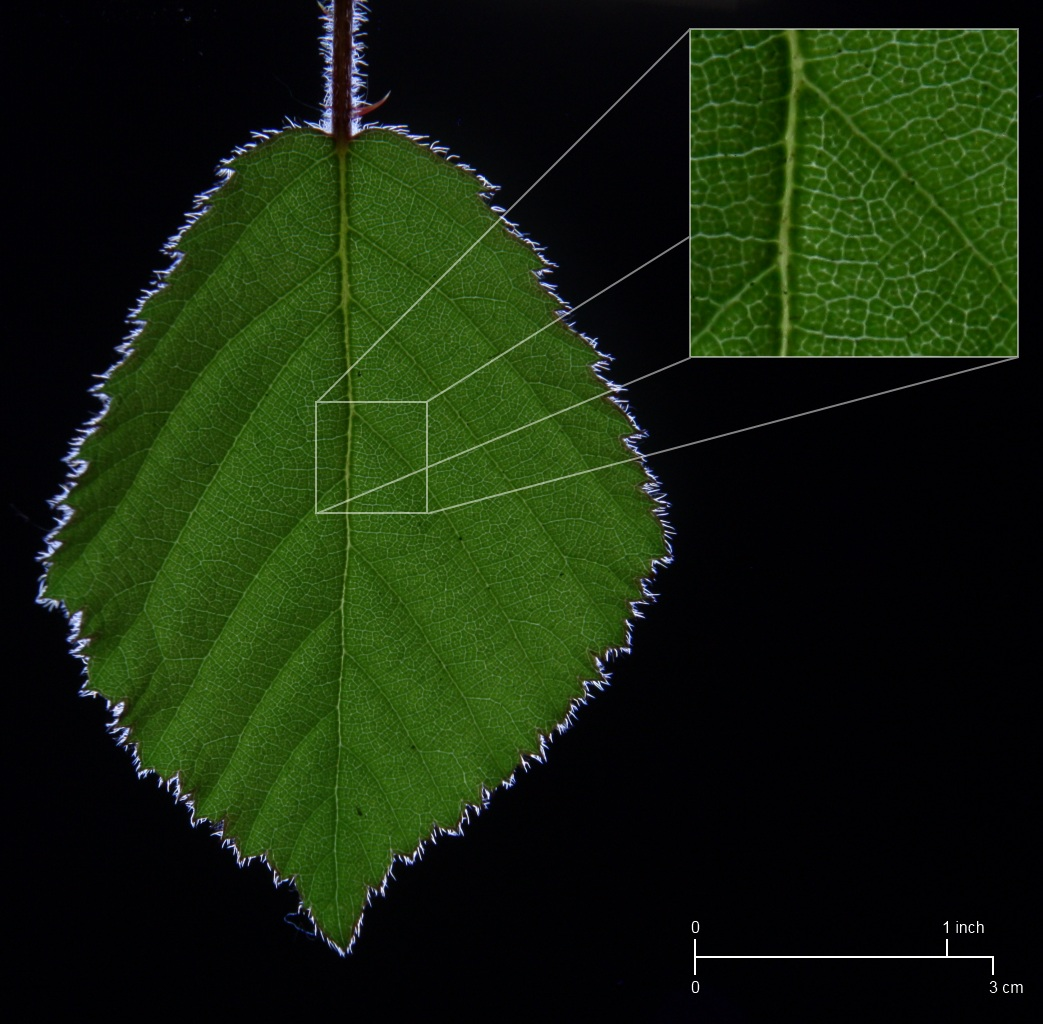
Chi tiết các mạch trên một lá mâm xôi.

Mô mạch là một loại mô dẫn phức tạp, được hình thành từ nhiều loại mô và được tìm thấy trong các loại thực vật có mạch. Những thành phần chính của mô mạch là xylem (chất gỗ) và phloem (libe). Hai loại mô này vận chuyển chất lỏng và chất dinh dưỡng trong thân cây. Ngoài ra cũng có hai mô phân sinh kết hợp với mô mạch: mạch phát sinh gỗ và lớp phát sinh bần (vỏ). Tất cả các mô mạch bên trong một cây cụ thể sẽ cùng nhau tạo thành hệ thống mô mạch của cây đó.
Những tế bào trong những mô mạch khác nhau thường dài và mảnh. Vì chức năng của xylem và phloem là dẫn nước, khoáng chất, và chất dinh dưỡng xuyên suốt cây, nên không có gì ngạc nhiên vì hình dạng tương tự như những chiếc ống của chúng. Những tế bào đơn lẻ của phloem được liên kết đến tận cùng, cũng như những phần của một chiếc ống. Khi cây phát triển, mô mạch mới trở nên khác biệt tùy theo cách phát triển của cây. Mô mới được xếp thẳng hàng với mô đã có sẵn, duy trì sự liên kết xuyên suốt cây. Mô mạch của các loài thực vật được sắp xếp theo các sợi dài và rời rạc gọi là bó. Những bó này bao gồm cả xylem và phloem, cũng như các tế bào hỗ trợ và bảo vệ. Ở thân và rễ, xylem thường nằm về bên trong thân còn phloem hướng ra phía ngoài. Ở phần thân của vài loại thực vật hai lá mầm Asteriidae, phloem cũng có thể nằm hướng về phía trong cũng như xylem.
Giữa xylem và phloem là một mô phân sinh gọi là mạch phát sinh gỗ. Mô này phân chia thành các tế bào mà sau đó trở thành xylem và phloem bổ sung. Sự phát triển này sẽ tăng dần chu vi của cây hơn là tăng chiều cao. Miễn là mạch phát sinh gỗ tạo ra tế bào mới, cây sẽ tiếp tục phát triển to lớn hơn. Ở những cây và các loài thực vật tạo gỗ, mạch phát sinh gỗ cho phép mô mạch nở rộng ra và tạo sự tăng trưởng gỗ. Bởi vì sự phát triển này sẽ làm vỡ lớp biểu bì của thân cây, nên những loài thực vật thân gỗ cũng có một lớp phát sinh bần mà phát triển cùng với phloem. Lớp phát sinh bần này sẽ tạo ra những tế bào bần mỏng để bảo vệ phần bề mặt của cây và giảm sự mất nước. Cả sự tạo gỗ và tạo bần đều là hình thức phát triển thứ cấp.
Ở lá, các bó mạch nằm ở giữa phần thịt lá xốp. Xylem nằm trên bề mặt hướng về trục của lá (thường là mặt trên), còn phloem nằm trên bề mặt hướng ra xa trục của lá. Đó là lý do vì sao rệp thường được tìm thấy ở mặt dưới của lá hơn là mặt trên, vì phloem vận chuyển các chất đường được tạo ra bởi cây và chúng gần với mặt dưới của lá.